# Trichosilia boreana
Trichosilia boreana là một loài bướm đêm trong họ Noctuidae.